# Красный Лужок
Красный Лужок (бел. Чырвоны Лужок) — посёлок в Кривском сельсовете Буда-Кошелёвского района Гомельской области Белоруссии.

## География

### Расположение
В 22 км на юг от районного центра и железнодорожной станции Буда-Кошелёвская (на линии Жлобин — Гомель), 24 км от Гомеля.

## Транспортная сеть
Транспортные связи по автомобильной дороге Жлобин — Гомель. Планировка состоит из короткой прямолинейной улицы, ориентированной с юго-востока на северо-запад и застроенной деревянными домами усадебного типа.

## История
Основан в 1920-х годах на бывших помещичьих землях переселенцами с соседних деревень. В 1929 году жители посёлка вступили в колхоз. На фронтах Великой Отечественной войны погибли 7 жителей. В 1959 году в составе колхоза имени М. И. Калинина (центр — деревня Ивольск).
До 16 декабря 2009 года в составе Ивольского сельсовета.

## Население

### Численность
- 2004 год — 14 хозяйств, 21 житель.

### Динамика
- 1959 год — 116 жителей (согласно переписи).
- 2004 год — 14 хозяйств, 21 житель.